# Giovanni Calabrese
Giovanni Calabrese (* 30. Oktober 1966 in Novara di Sicilia) ist ein ehemaliger italienischer Ruderer, der 1987 Weltmeister im Leichtgewichts-Doppelzweier und 1997 im Doppelvierer ohne Gewichtsbeschränkung war und 2000 die olympische Bronzemedaille im Doppelzweier gewann.

## Sportliche Karriere
Der 1,84 m große Calabrese gewann 1987 bei der Universiade in Zagreb den Titel im Leichtgewichts-Doppelzweier. Bei den Weltmeisterschaften in Kopenhagen siegte er einen Monat später zusammen mit Enrico Gandola. Ab 1988 trat Calabrese bei den Ruderern ohne Gewichtsbeschränkung an. Bei den Olympischen Spielen 1988 in Seoul belegte er in seinem Vorlauf den vierten Platz im Einer. Mit einem zweiten Platz im Hoffnungslauf erreichte Calabrese das Halbfinale. Nach seinem fünften Platz im Halbfinale und dem vierten Platz im B-Finale belegte er insgesamt den zehnten Platz.
1989 trat Calabrese bei den Weltmeisterschaften in Bled zusammen mit Gianluca Farina, Filippo Soffici und Davide Tizzano im Doppelvierer an und gewann mit 0,27 Sekunden Rückstand die Silbermedaille hinter dem Boot aus den Niederlanden. Bei den Weltmeisterschaften 1990 ruderte Calabrese im Doppelzweier auf den neunten Platz. 1991 gewann er zusammen mit Rossano Galtarossa die Bronzemedaille bei den Mittelmeerspielen in Athen.
1993 trat Calabrese wieder im Einer an. Er gewann den Titel bei den Mittelmeerspielen in Languedoc-Roussillon vor dem Franzosen Vincent Lepvraud. Bei den Weltmeisterschaften ruderte er auf den fünften Platz. Im Jahr darauf verpasste er als Vierter bei den Weltmeisterschaften in Indianapolis die Bronzemedaille um 1,30 Sekunden. 1995 hatte er als Vierter bei den Weltmeisterschaften in Tampere 0,49 Sekunden Rückstand auf den Drittplatzierten. Diese Form konnte er 1996 nicht abrufen, als er nur den 17. Platz bei den Olympischen Spielen in Atlanta belegte.
1997 belegte Calabrese bei den Mittelmeerspielen in Bari den dritten Platz hinter dem Slowenen Iztok Čop und dem Ägypter Ali Ibrahim. Bei den Weltmeisterschaften auf dem Lac d’Aiguebelette siegte der italienische Doppelvierer mit Agostino Abbagnale, Giovanni Calabrese, Alessandro Corona und Rossano Galtarossa mit über drei Sekunden Vorsprung vor dem zweitplatzierten Boot aus Deutschland. 1998 trat Calabrese bei den Weltmeisterschaften in Köln wieder im Einer an und erreichte den fünften Platz. In der Olympiasaison 2000 ruderte Calabrese im Ruder-Weltcup zunächst im Doppelvierer auf den zweiten Platz in Wien und dann zusammen mit Alessandro Corona im Doppelzweier auf den siebten Platz in Luzern. Zwei Monate später fanden in Sydney die Olympischen Spiele 2000 statt. Dort traten Giovanni Calabrese und Nicola Sartori im Doppelzweier an. Sie gewannen die Bronzemedaille mit fast vier Sekunden Rückstand auf die Slowenen, zweieinhalb Sekunden Rückstand auf die Norweger und drei Sekunden Vorsprung auf die viertplatzierten Deutschen.
Calabrese ruderte zunächst für die Canottieri Gavirato und dann für die Canottieri Paradiso aus Messina. Er heiratete die Ruderin Paola Grizzetti.